# Мементо (филм от Северна Македония)
„Мементо“ (на македонска литературна норма: „Мементо“) е игрален психологически филм от Северна Македония от 1967 година на режисьора Димитрие Османли по сценарий на Димитрие Османсли, Йован Бошковски и Ташко Георгиевски.
Главните роли се изпълняват от Драги Костовски, Нада Гешовска, Петре Пърличко, Предраг Керамилац, Рената Фрейнскорн, Стево Жигон и Тодор Николовски.

## Сюжет
Филмът проследава съдбата на немския диригент Вили Мюлер, който пътува из Македония и младата студентка Яна. Действието започва един ден след земетресението в Скопие. Двамата се срещат отново след няколко години. По това време Вили дирижира концерт по случай Срещата на солидарността в Скопие. Прекарват няколко дена заедно, но сюжетът се развива и около болезнените спомени на Яна за семейната трагедия, нейните лутания и желание да започне живота, който е спрл в деня на земетресението. Яна е изкушена да замине с Вили, но остава в Скопие при момчето, с което я свързва истинска любов.